# دنيس أنطونيو سانشيز
دنيس أنطونيو سانشيز (بالإسبانية: Dennis Antonio Sánchez)‏ هو سياسي هندوراسي، ولد في 24 يونيو 1962. حزبياً، نشط في الحزب الليبرالي الهندوراسي. وقد انتخب نائب في المؤتمر الوطني في هندوراس.